# الیاف آورانی احشایی ویژه
الیفا آوَرانی احشایی ویژه (SVA) یک لیف آورانی که در ارتباط با دستگاه گوارش ایجاد می‌شود. آنها حامل حواس خاص بویایی و چشایی هستند. اعصاب مغزی حاوی الیاف SVA عبارتند از: عصب بویایی (I)، عصب چهره‌ای (VII)، عصب زبانی‌حلقی (IX) و عصب واگ (X). عصب صورت، مزه را از ۲/۳ قدامی زبان می‌گیرد؛ زبانی‌حلقی از ۱/۳ خلفی و عصب واگ از بَرچاکنای (اپی گلوت).